# Arlington Road
Arlington Road – amerykański thriller z 1999 roku w reżyserii Marka Pellingtona. Wyprodukowany przez Screen Gems i PolyGram Pictures.

## Opis fabuły
Żona profesora Michaela Faradaya (Jeff Bridges), agentka FBI, ginie w zamachu. Choć mężczyzna związał się ze swoją asystentką Brooke Wolfe (Hope Davis), nie może zapomnieć o tej tragedii. Jego obsesją staje się gromadzenie dowodów na istnienie zorganizowanych grup terrorystycznych. Uwagę Michaela zwracają nowi sąsiedzi, Langowie.

## Obsada
- Jeff Bridges jako Michael Faraday
- Tim Robbins jako Oliver Lang
- Joan Cusack jako Cheryl Lang
- Hope Davis jako Brooke Wolfe
- Robert Gossett jako agent FBI Whit Carver
- Spencer Treat Clark jako Grant Faraday
- Mason Gamble jako Brady Lang
- Stanley Anderson jako doktor Arthur Scobee
- Jordan Craig jako Victor

i inni